# Conrad Lycosthenes
Conrad Lycosthenes, né Conrad Wolffhart en août 1518 et mort le 25 mars 1561, était un érudit, humaniste et vulgarisateur des sciences alsacien du XVIe siècle. Diacre de Saint-Léonard à Bâle, professeur de grammaire et de dialectique, Lycosthenes avait une passion pour l’étude de la nature et la géophysique.

## Biographie
Né le 8 août 1518 à Rouffach, village d'Alsace, de Theobald Wolffhart, consul des lieux, et d'Elizabeth Pellican, sœur du théologien protestant Conrad Pellican ou Kürschner. Il transforma plus tard son nom de naissance, Wolffhart, en Lycosthenes, sa version grécisée.
On l'envoya à l'âge de 17 ans à Heidelberg où il fut reçu maître ès arts en 1539. Il s'y appliqua ensuite à la théologie et lia amitié avec Henri Stoll, pasteur de cette ville, qui le mena en 1541 à Ratisbonne à l'assemblée des théologiens. De retour à Heidelberg, il y continua ses études de théologie, auxquelles il joignit celles d'histoire, jusqu'à l'année suivante, 1542, où il décida de partir pour Bâle avec son compagnon d'étude, Henri Pantaleon. À Bâle, il enseigna la grammaire et la dialectique pendant trois ans, puis fut nommé diacre de l'église de Saint-Léonard en 1545 ; il conserva cette fonction jusqu'à la fin de sa vie.
En 1554, il eut une attaque d'hémiplégie qui lui saisit tout le côté droit et la langue, mais elle ne dura que quelques jours. Ayant perdu entièrement l'usage de la main droite, il s'accoutuma à écrire de la gauche.
Il se maria entre-temps avec Christina Herbster, sœur du fameux imprimeur Johannes Oporinus (Oporin) et veuve de Leonard Zwinger ; il prit ainsi la charge de l'éducation de leur fils, Theodor Zwinger, qu'on appellera l'Ancien, et qui sera médecin, philosophe et lettré.
C’est en 1557 qu’il publia la première édition de son ouvrage intitulé : Prodigiorum ac ostentorum chronicon. Ce livre est un recueil du plus haut intérêt au point de vue historique : les illustrations qui le remplissent sont des gravures sur bois, grossières, primitives, mais charmantes de naïveté. Elles se rapportent à quelques-uns des phénomènes dont Lycosthenes donne l’énumération. On remarquera que le dessin du livre de Lycosthenes offre cette particularité singulière de représenter au temps des Romains (tremblement de terre de 340 av. J.-C., mais une ville du Moyen Âge). Les éditeurs du XVIe siècle, n’étaient pas, paraît-il, bien scrupuleux, au point de vue de l’exactitude historique. Le livre des prodiges de Lycosthènes est rempli de faits extraordinaires, mirages, chutes de croix, pluies de sang, etc. ; les documents qu’il renferme sont évidemment présentés sous une forme fictive, mais ils n’en ont pas moins une origine réelle, et retracent une succession curieuse de phénomènes relatifs à la météorologie et à la physique du globe.
Il vécut encore sept ans avant d'être emporté par une violente attaque d'apoplexie le 25 mars 1561, à l'âge de 43 ans.
Il fut enterré dans l'église de Saint-Léonard.

## Ouvrages

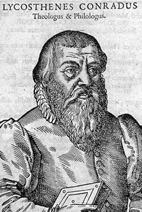
Lycosthenes, illustration des Apophthegmata (1557).

- 1547 C. Plinii Secundi liber De viris illustribus, emendatus et commentario illustratus, Bâle, 1547, in-8°. It. Ibid. 1552, in-fol.Lycosthenes attribue par erreur à Pline l'Ancien le De viris illustribus d'Aurelius Victor.
- 1551 Elenchus scriptorum omnium, Bâle, in-4°.
- 1551 Gnomologia[3] ex Æneae Sylvii operibus collecta, Bâle, 1555, in-4°.
- 1552 Iulii Obsequentis Prodigiorum liber, ab urbe condita usque ad Augustum Caesarem, cujus tantum extabat Fragmentum, nunc demum Historiarum beneficio, per Conradum Lycosthenem Rubeaquensem, integrati suae restitutus, Bâle, ex off. Ioannis Oporinii, Anno Salutis humanae, M.D.LII. Mense Martio, in-8°.
- 1552 J. Ravisii Textoris officina, Bâle.
- 1555 Apophthegmatum[3] sive responsorum memorabilium, ex probatissimis quibusque tam Graecis quam Latinis auctoribus priscis pariter atque recentioribus, collectorum loci communes ad ordinem alphabeticum redacti, Bâle, in fol.
  - On trouve en ligne cet ouvrage et un autre combinés dans le même volume de 1602 :
    - Apophthegmata, ex probatis Græcæ Latinæque linguæ scriptoribus, où les apophtegmes sont classés par sujet (796 p.)[3] ;
    - Parabolæ sive similitudines, ab Erasmo ex Plutarcho et aliis olim excerptæ.
- 1557 Epitome Stobaei sententiarum, Bâle, in -8°.
- 1557 Parabolae sive similitudines ex var. auct. ab Erasmo collectae, in locos communes redactae, Berne in-4° ; Bâle, 1575, 1602, in-8°.
- 1557 Prodigiorum ac ostentorum chronicon, quae praeter naturae ordinem, et in superioribus et his inferioribus mundi regionibus, ab exordio mundi usque ad haec nostra tempora acciderunt. Bâle, H. Petri, fol, 672 p. fig. et pl. (64).
  - On trouve cet ouvrage en ligne Prodigiorum ac ostentorum chronicon
- 1560 Regula investigationis omnium locorum in tabula Helvetiae contentorum, Bâle, in-4°.

### Travail d'édition
- 1560 L. Dom. Brusonii facetiarum exemplorumque lib[ri] VII, Bâle, in-4°[4],[5].

## Sources
- Jean-Pierre Niceron, Mémoires pour servir à l'histoire des hommes illustres dans la république des lettres..., t. XXXI, Paris, 1729–1741, p. 339-346.
- La France protestante ou Vies des protestants français, t. IX, Paris, 1859, p. 542–543.
- « Aérolithes et tremblements de terre d’après Lycosthène », dans La Nature, no 13, 30 août 1873, p. 207–208.
- Jürgen Beyer, « Lycosthenes, Conrad », dans Enzyklopädie des Märchens. Handwörterbuch zur historischen und vergleichenden Erzählforschung, t. 8, Berlin–New York, Walter de Gruyter, 1996, coll. 1323–1326
- Jürgen Beyer, « Lycosthenes, Conrad », dans Biographisch-Bibliographisches Kirchenlexikon, t. 33, Nordhausen, Traugott Bautz, 2012, col. 793–798.
- Étienne Ithurria, « Montaigne serait-il l'annotateur du "Lycosthenes" ? », Réforme, Humanisme, Renaissance, vol. 27, no 1,‎ 1988, p. 22–39 (DOI 10.3406/rhren.1988.1642, lire en ligne, consulté le 22 août 2024)